# ファイト・オア・フライト (エミリー・オスメントのアルバム)
『Fight or Flight』（ファイト・オア・フライト）は、ワインド-アップ・レコーズが2010年10月5日（日本では10月6日）に発売する予定の、エミリー・オスメントの1作目アルバム。

## 曲目リスト
1. ラヴシック [3:24]
2. ゲット・ヤー・ヤー・ヤーズ・アウト [2:55]
3. 1-800 クラップ・ユア・ハンズ（ザ・ウォーター・イズ・ライジング） [3:33]
4. マリソル [4:14]
5. ザ・サイクル [2:31]
6. オール・ザ・ボーイズ・ウォント [2:18]
7. ダブル・トーク [2:52]
8. トゥルース・オア・デア [3:02]
9. レッツ・ビー・フレンズ [3:00]
10. ユー・ゲット・ミー・スルー [3:46]
11. ガッタ・ビリーヴ・イン・サムシング [3:17]
12. ジャークフェイス・ルーザー・ボーイフレンド（日本盤のみのボーナス・トラック） [3:33]